# G. Schneider & Sohn
G. Schneider & Sohn är ett bryggeri i Kelheim i Tyskland. År 2007 producerade bryggeriet ca 300,000 hektoliter öl. 

## Historia
Bryggeriet grundades i München 1872 av Georg Schneider I och hans son Georg Schneider II. Georg Schneider I var då den första borgaren som fått tillstånd av den dåvarande bayerska kungen Ludwig II att brygga veteöl. Det första bryggeriet låg på gatan Tal i de äldre delarna av München.  Under Mathilde Schneiders ledning mellan 1905 och 1924 så kom bryggeriet att bli det marknadsledande veteölsbryggeriet i södra Tyskland. 1927 så expanderade Georg Schneider IV bryggeriet genom att starta ett nytt bryggeri i Straubing och genom att köpa upp det gamla Kurfürstliches Weisses Hofbräuhaus (Bayerns äldsta veteölsbryggeri, grundat 1607) i Kelheim, vilket än idag står majoriteten av bryggeriets produktion. År 1944 förstördes bryggeriet i München under de allierades luftangrepp mot staden, därför flyttades all produktion till bryggeriet i Kelheim. Några veckor efter krigets slut gav USA:s tredje armé Schneider tillstånd att brygga öl, dock var alkoholhalten begränsad och ölen fick endast säljas till militär personal. Idag säljs bryggeriets produkter i 27 länder utöver Tyskland, där ungefär 25% av den totala produktionen exporteras.

## Ägare
Bryggeriet har ända sedan starten ägts av familjen Schneider. Företagets ägare har bortsett från åren 1905-1924 alltid haft namnet Georg Schneider.
| Namn                | Född | Ägare från | Ägare till | Död  | Smeknamn          |
| ------------------- | ---- | ---------- | ---------- | ---- | ----------------- |
| Georg Schneider I   | 1817 | 1872       | 1890       | 1890 | Georg I Schneider |
| Georg Schneider II  | 1846 | 1872       | 1890       | 1890 |                   |
| Georg Schneider III | 1870 | 1890       | 1905       | 1905 | Samlaren          |
| Mathilde Schneider  | 1877 | 1905       | 1924       | 1972 | Den ihärdiga      |
| Georg Schneider IV  | 1900 | 1924       | 1958       | 1991 | Den orädda        |
| Georg Schneider V   | 1928 | 1958       | 2000       | 2023 | Dirigenten        |
| Georg Schneider VI  | 1965 | 2000       |            |      | Konstnären        |

## Produkter

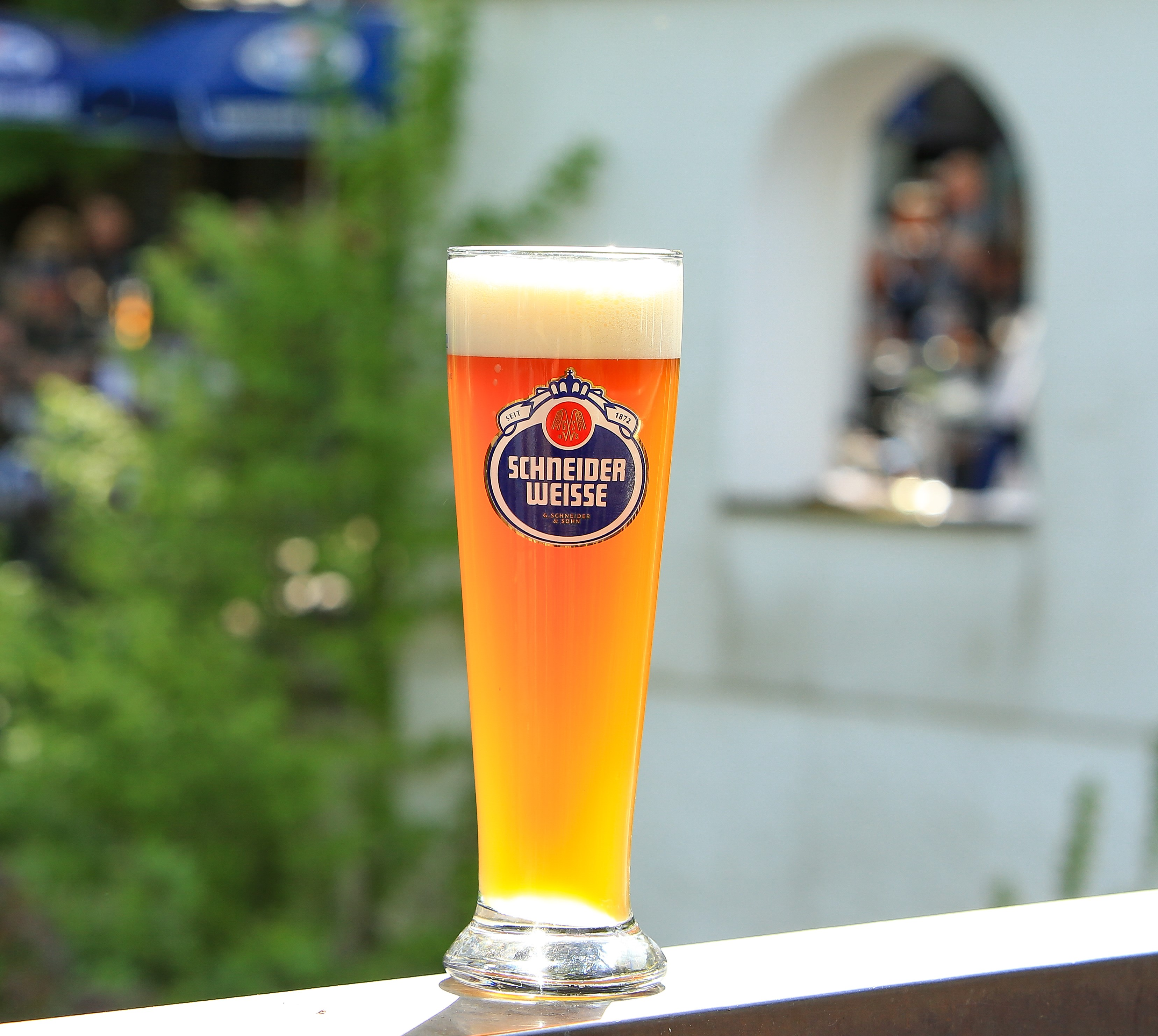

Bryggeriets storsäljare är Tap 07 - Mein Original som bryggs enligt originalreceptet från 1872. Den kallades tidigare endast Schneider Weisse original, men namnet ändrades 2009 för att andra produkter skulle tydliggöras. Därför valdes namn som började på Tap följt av en siffra, för att visa att bryggeriet brygger andra öler utöver originalet.

### Produkter 2024[4]
- Tap 01 - Meine Helle Weisse, en ljus Weißbier  med en alkoholhalt på 4,9%. Säljs på Systembolaget (2024)
- Tap 02 - Mein Kristall, en filtrerad weißbier  med en alkoholhalt på 5,3%.
- Tap 03 - Mein Alkoholfrei, en alkoholfri weißbier  med en alkoholhalt på 0,5%.
- Tap 04 - Meine Festweisse, en starkare veteöl med en alkoholhalt på 6,2%. Säljs på systembolaget (2024)
- Tap 05 - Meine Hopfenweisse, en starkare Weizen-bock, skapad tillsammans med Brooklyn Brewery. Har en alkoholhalt på 8,2%. Säljs på systembolaget (2024).
- Tap 06 - Mein Aventinus, en starkare Weizen-doppelbock, med en alkoholhalt på 8,2%. Säljs på systembolaget (2024).
- Tap 07 - Mein Original, en weißbier med en alkoholhalt på 5,4%. Säljs på systembolaget (2024).
- Tap 09 - Aventinus Eisbock, en starkare mer koncentrerad variant av Tap 06 - Mein Aventinus, av typen eisbock. Ölen har en alkoholhalt på 12%. Säljs på systembolaget (2024).
- Tap 11 - Meine Leichte Weisse, en lättölsvariant på Tap 07 - Mein Original med en alkoholhalt på 3,3%.
- Tap X, olika typer av öl varje år, exempel på tidigare öler är bland annat Meine porter Weisse från 2013.
- Schneider's Helles Landbier, en ljus lager som säljs under varumärket Landbrauerei Georg Schneider und Sohn. Ölen har en alkoholhalt på 4,9% och säljs på systembolaget (2024).

## Värdshus
Bryggeriet äger tre brygghus/värdhus (Bräuhaus) som går under namnet Schneider Bräuhaus. Det första ligger i bryggeriets ursprungliga lokal i München. Det andra ligger också i München, i stadsdelen Berg am Laim. Det tredje och sista ligger i anslutning till bryggeriet i Kelheim.